# Professor

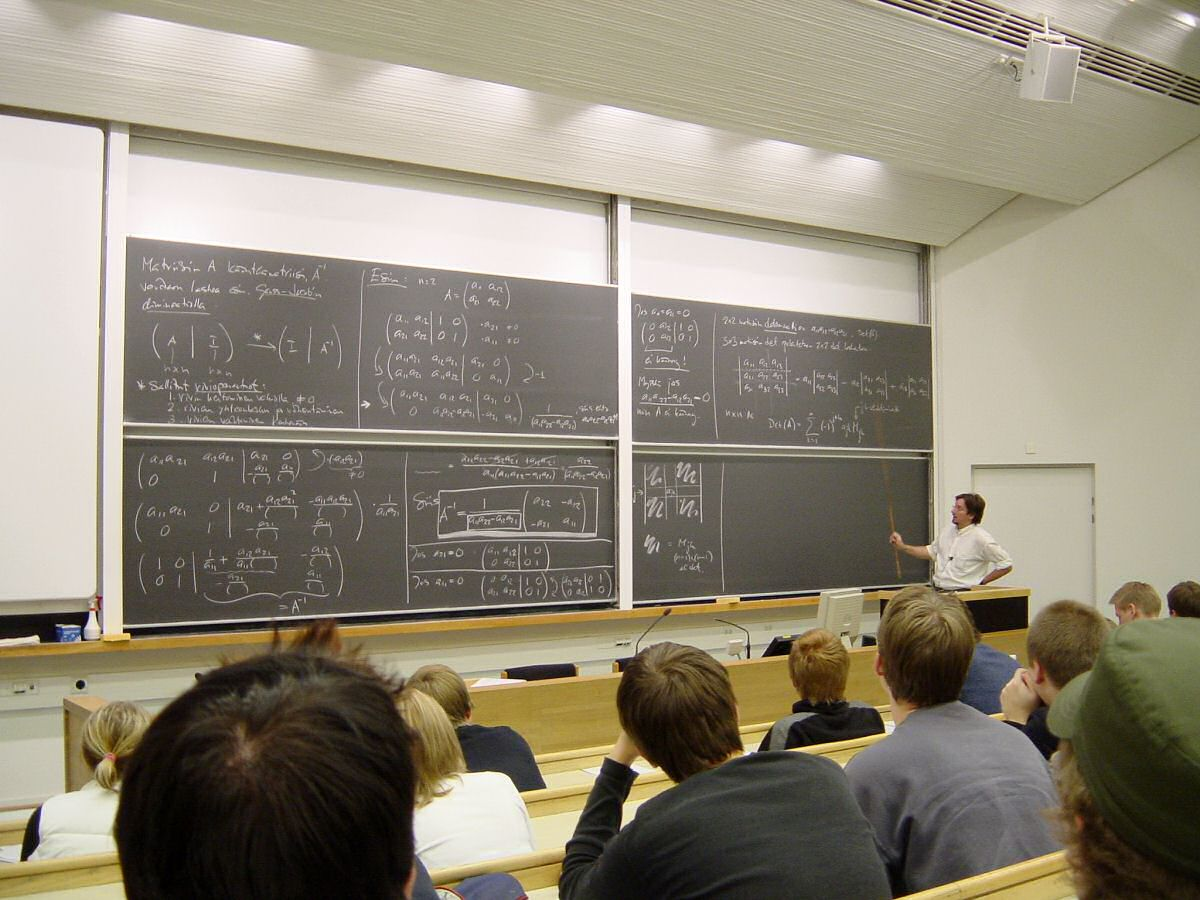
Een wiskundecollege aan de voormalige Technische Universiteit van Helsinki

Professor is de aanspreektitel voor een academisch docent. In veel landen is de aanspreektitel voorbehouden aan hoogleraren, terwijl in andere gebieden, waaronder de Verenigde Staten, het de aanspreektitel is van alle docenten werkzaam aan een universiteit of hogeschool met masteropleiding.
In Nederland wordt de aanduiding professor alleen gebruikt voor degenen die in de functie hoogleraar zijn verbonden aan een universiteit, alsook de bijzonder hoogleraren en de buitengewoon hoogleraren. In Vlaanderen worden ook een docent en hoofddocent met professor aangesproken, en bovendien priesters-leraars in colleges en seminaries. In het Frans kan professeur zowel hoogleraar als onderwijzer betekenen.
In Nederland zijn personen met een hoogleraarschap gerechtigd de titel professor te voeren. Het is in het Nederlands zeer ongebruikelijk de titel professor of prof. na de ambtsaanduiding hoogleraar te gebruiken. Dus niet de hoogleraar prof. dr. J. Jansen, maar prof. dr. J. Jansen of de hoogleraar dr. J. Jansen. In het tweede geval kan in het vervolg van de tekst de titel prof. worden gebruikt, maar dan zonder hoogleraar erbij.

## Achtergrond
De term professor stamt uit het Latijn (profiteri, voltooid deelwoord professus) en de oorspronkelijke betekenis is diegene die de professie van het openbare lesgeven uitoefent. Ook betekent het hij die publiekelijk beweert een expert te zijn.
Een buitengewoon hoogleraar of bijzonder hoogleraar verliest tien jaar na afloop van de meest tijdelijke aanstelling deze rechten en noemt zich gewoonlijk na die tijd niet langer professor. Als een gewoon hoogleraar met emeritaat (pensioen) is, mag de functieaanduiding prof. gebruikt blijven worden, maar mag ook het bijvoeglijk naamwoord emeritus (Latijn uitgediend) aan de functietitel toegevoegd worden: em. prof. dr. J.A. Smit.

## In fictie
In fictie wordt de titel vaak vooral gebruikt om aan te geven dat iemand erg slim of geleerd is, ook voor personages die niet doceren aan een academische instelling. Fictieve professoren lijken ook vaak van alle markten thuis te zijn, daar waar een echte professor altijd gespecialiseerd is in een bepaald vakgebied.
Binnen de fictie bestaan enkele vaste stereotypen van professoren: de gestoorde professor (bijvoorbeeld in de film The Nutty Professor van Jerry Lewis), de verstrooide professor (Professor Zonnebloem in de avonturen van Kuifje) en de hooghartige en kwaadaardige geleerde (professor Sickbock in de Tom Poes-verhalen).